# کارل اسکاربرو
کارل اسکاربرو (انگلیسی: ‎Carl Scarborough‎؛ زادهٔ ۳ ژوئیهٔ ۱۹۱۴ در بنتون، ایلینوی، درگذشتهٔ ۳۰ مهٔ ۱۹۵۳) رانندهٔ مسابقات اتومبیل‌رانی اهل ایالات متحده آمریکا بود که در فصل ۱۹۵۱، و دوباره در فصل ۱۹۵۳ در مجموع در دو گراند پری از مسابقات جهانی فرمول یک شرکت کرد، اما موفق به کسب هیچ امتیازی نشد.
اسکاربرو در ۳۰ مهٔ ۱۹۵۳ بر اثر گرمای شدید داخل خودرو و افزایش بیش از حد دمای بدن به‌هنگام مسابقه درگذشت.